# Jane Sutherland

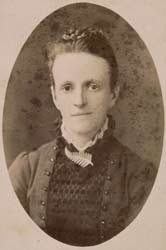
Jane Sutherland, Fotografie, um 1885

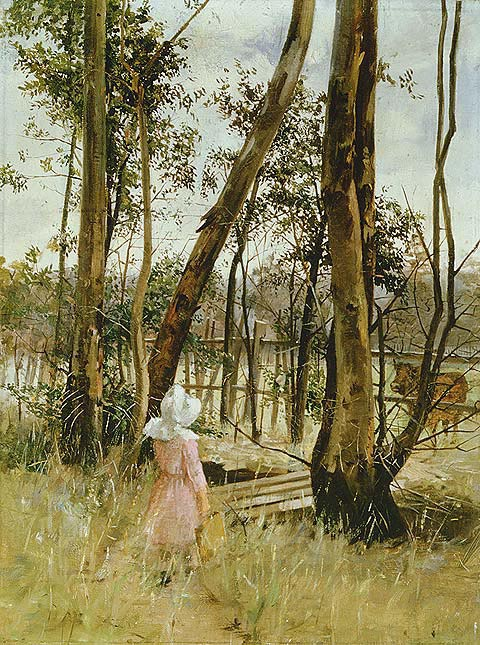
Obstruction (1887)

Jane Sutherland (* 26. Dezember 1853 in New York, Vereinigte Staaten; † 25. Juli 1928 in Melbourne, Australien) war eine australische Landschaftsmalerin und Pionierin der Freilichtmalerei-Bewegung in Australien. Sie war auch bekannt als Verfechterin, das professionelle Ansehen von Frauen in der Kunst voranzubringen.

## Leben
Sutherland wurde in New York als Tochter schottischer Eltern geboren. Die Familie wanderte 1864 nach Sydney aus und zog 1870 nach Melbourne. Ihr Vater George unterrichtete Zeichnen im Bildungsministerium und stellte seine eigene Arbeit durch die Victorian Academy of Arts aus. Im Gegensatz zu ihren Brüdern Alexander, George und William verfolgte Jane eine künstlerische Karriere.
Jane studierte an der National Gallery School of Design, an der sie das Malen von namhaften australischen Künstlern wie Frederick McCubbin, Eugene von Guerard und George Folingsby lernte. Ab 1878 stellte sie an der Victorian Academy of Arts aus, dann mit der Australian Artists’ Association und mit der Victorian Artists’ Society (von 1888) bis 1911. Ab 1888 teilte sie sich ein Atelier mit Clara Southern und Jane Price. 1884 wurde sie als eine der ersten Frauen Mitglied der Buonarotti Society, und im Jahr 1900 wurden sie und May Vale als erste Frauen zu Ratsmitgliedern der Victorian Artists’ Society gewählt.
Sutherland war der führende weibliche Künstler in der Gruppe von Malern aus Melbourne, die außerhalb des Ateliers arbeiteten. Mit ihren männlichen Zeitgenossen der Heidelberg School unternahm sie Freilichtmalerei-Zeichentouren zu den abseits gelegenen ländlichen Gegenden von Alphington, Templestowe und Box Hill. Ungefähr 1904 erlitt Sutherland einen Schlaganfall. Von diesem Zeitpunkt an war sie für Mobilität auf die Hilfe ihres Bruders William angewiesen. Nach dessen Tod 1911 erlosch ihre künstlerische Karriere.